# Elezioni generali in Honduras del 2001
Le elezioni generali in Honduras del 2001 si tennero il  25 novembre per l'elezione del Presidente e il rinnovo del Congresso nazionale, contestualmente alle elezioni del Parlamento centro-americano.

## Risultati

### Elezioni presidenziali
| Candidati             | Partiti                                     | Voti      | %     |
| --------------------- | ------------------------------------------- | --------- | ----- |
| Ricardo Maduro        | Partito Nazionale dell'Honduras             | 1 137 734 | 52,21 |
| Rafael Pineda Ponce   | Partito Liberale dell'Honduras              | 964 590   | 44,26 |
| Olban Valladares      | Partito di Innovazione e Unità              | 31 666    | 1,45  |
| Matías Funes          | Partito di Unificazione Democratica         | 24 102    | 1,11  |
| Marco Orlando Iriarte | Partito Democratico Cristiano dell'Honduras | 21 089    | 0,97  |
| Totale                | Totale                                      | 2 179 181 | 100   |

### Elezioni parlamentari
| Liste                                       | Voti      | %     | Seggi |
| ------------------------------------------- | --------- | ----- | ----- |
| Partito Nazionale dell'Honduras             | 967 733   | 46,46 | 61    |
| Partito Liberale dell'Honduras              | 850 290   | 40,82 | 55    |
| Partito di Innovazione e Unità              | 95 059    | 4,56  | 4     |
| Partito di Unificazione Democratica         | 92 818    | 4,46  | 5     |
| Partito Democratico Cristiano dell'Honduras | 76 886    | 3,69  | 3     |
| Totale                                      | 2 082 786 | 100   | 128   |